# Dana Zzyym
Dana Alix Zzyym, född 1958, är en veteran från US Navy och en aktivist för intersexualitet. Efter en sex år lång rättsprocess blev hen den första amerikanska medborgaren med ett "X" som markör för kön i passet.